# فيابلانكا
بلدية فيابلانكا (بالإسبانية: Villablanca) هي بلدية تقع في مقاطعة ولبة التابعة لمنطقة أندلوسيا جنوب إسبانيا.

## الديموغرافيا
بلغ عدد سكان بلدية فيابلانكا 2.916 نسمة عام 2011 (وفقاً للمعهد الوطني الإسباني للإحصاء).
| 2.072 | 2.030 | 2.075 | 2.324 | 2.577 | 2.793 | 2.916 |